# Tête de Jeanne Hébuterne de face
Tête de Jeanne Hébuterne de face est une peinture à l'huile sur toile de 55 × 38 cm réalisée en 1919 par le peintre italien Amedeo Modigliani. Passée par le château de Schönhausen en tant qu'œuvre de l'art dégénéré, elle fait aujourd'hui partie d'une collection privée.   
Cette œuvre est à lier à deux autres toiles : Tête de Jeanne Hébuterne vers la droite et Tête de Jeanne Hébuterne de profil.